# Lotfi Hsoumi
 (janvier 2018).
Si vous disposez d'ouvrages ou d'articles de référence ou si vous connaissez des sites web de qualité traitant du thème abordé ici, merci de compléter l'article en donnant les références utiles à sa vérifiabilité et en les liant à la section « Notes et références ».
Lotfi Hsoumi (arabe : لطفي الحسومي), né le 13 mai 1960, est un joueur et entraîneur de football tunisien.
Il joue à l'Étoile sportive du Sahel et en équipe de Tunisie dans les années 1980. Devenu entraîneur, il dirige l'équipe de l'Étoile sportive du Sahel ainsi que de la sélection olympique tunisienne.